# Dönence
Dönence è un serial televisivo drammatico turco composto da 14 puntate, trasmesso su Kanal D dal 4 luglio all'11 ottobre 2023. È un adattamento della serie televisiva israeliana del 2022 Exceptional.

## Episodi
| Stagione       | Episodi | Prima TV Turchia | Prima TV Italia |
| -------------- | ------- | ---------------- | --------------- |
| Prima stagione | 14      | 2023             | inedita         |

## Personaggi e interpreti
- Özgür (episodi 1-14), interpretato da Caner Topçu.
- Gece (episodi 1-14), interpretata da Sümeyye Aydoğan.
- Cem (episodi 1-14), interpretato da Emre Kınay.
- Emir (episodi 1-14), interpretato da Atakan Hoşgören.
- Veda (episodi 1-14), interpretata da Didem İnselel.
- Harun (episodi 1-14), interpretato da Ogün Kaptanoğlu.
- Gülce (episodi 1-14), interpretato da Ülkü Hilal Çiftçi.
- Selman (episodi 1-14), interpretato da Ahmet Varlı.
- Rüzgar (episodi 1-14), interpretata da Doğa Karakaş.
- Sera (episodi 1-14), interpretata da Nazlı Çetin.
- Fatma (episodi 1-14), interpretata da Şebnem Doğruer.
- Ufuk (episodio 1-14), interpretata da Alara Bozbey.
- Serkan (episodi 1-14), interpretato da Mesut Yılmaz.
- Zarife (episodio 1-14), interpretato da Edanur Gülbudak.
- Fikret (episodi 1-14), interpretato da Muammer Tali.
- Alican (episodio 1-14), interpretato da Umut Kaya.
- Ceren (episodi 2-14), interpretata da Berfin Ant.
- Miro (episodi 1-14), interpretato da Atakan Hosgören.
- Berkay (episodio 1-14), interpretato da Can Kızıltuğ.
- Zarife (episodi 1-14), interpretata da Eda Nur Gülbudak.
- Davut (episodi 1-14), interpretato da Mustafa Turan.

## Produzione
La serie è diretta da Serdar Gözelekli, scritta da Ebru Hacıoğlu, İbrahim Güler e Melek Ordu e prodotta da D Media Le riprese sono iniziate all'inizio di maggio 2023 e sono terminate alcuni mesi dopo a Smirne, più precisamente nel distretto di Foça. Inoltre, alcune scene dei primi episodi sono state realizzate a Istanbul.

## Promozione
L'esordio della serie, previsto per il 4 luglio 2023, è stata annunciato il 15 giugno attraverso il profilo Twitter della serie, quello di Kanal D e quello della società di produzione D Media. I primi promo sono stati distribuiti da Kanal D dall'8 giugno, mentre il poster è uscito il 23 giugno.